# Staré Křečany
Staré Křečany (dříve Starý Ehrenberk, německy Alt Ehrenberg) je obec na západním úpatí Lužických hor v okrese Děčín, ve střední části Šluknovského výběžku, poblíž města Rumburk. Patří k ní části obce Nové Křečany, Panský, Brtníky, Kopec a Valdek, ležící na západním konci hranici Národního parku České Švýcarsko. Ve všech částech žije celkem přibližně 1 200 obyvatel. V místní části Panský se nachází prameny Mandavy. Obec má vlastní základní a mateřskou školu, poštu, obecní knihovnu, několik obchodů i sbor dobrovolných hasičů. 

## Historie
První písemná zmínka pochází z roku 1485. Do konce druhé světové války zde žilo převážně německé obyvatelstvo, které bylo po roce 1945 vysídleno. Starými a Novými Křečany v raném středověku vedla tzv. solná stezka – obchodní trasa od Baltu na jih při obchodu se solí. V tomto období patřilo území pánům z Berku. S jedním z nich uzavřel Karel IV. smlouvu, že toto území nebude nikdy prodáno Míšeňskému království. Staré Křečany byly v roce 1633 zpustošeny Švédy a Sasy. Nová obec vzniká v roce 1686. Původně se zde obyvatelstvo živilo podomáckou výrobou užitkových a okrasných předmětů ze dřeva a lýka. V obci je několik chalup ze 17.–18. století stavěných jako domy hrázděné s bedněním, dnes chráněné památkovým úřadem.
Do roku 1946 nesla obec název Starý Ehrenberk.

## Přírodní poměry
Do správního území obce zasahuje chráněná krajinná oblast Labské pískovce. Severozápadně od vesnice se nachází vrch Vlčice a na jeho severním úbočí stejnojmenná přírodní památka.

## Obyvatelstvo
|                                                                              | 1869  | 1880  | 1890  | 1900  | 1910  | 1921  | 1930  | 1950  | 1961  | 1970  | 1980 | 1991 | 2001 | 2011 |
| ---------------------------------------------------------------------------- | ----- | ----- | ----- | ----- | ----- | ----- | ----- | ----- | ----- | ----- | ---- | ---- | ---- | ---- |
| Obyvatelé                                                                    | 3 269 | 3 426 | 3 350 | 3 201 | 3 415 | 3 039 | 3 156 | 1 204 | 1 248 | 1 039 | 858  | 705  | 721  | 737  |
| Domy                                                                         | 373   | 441   | 445   | 476   | 507   | 522   | 545   | 555   | 393   | 268   | 231  | 290  | 287  | 306  |
| Data z roku 1961 zahrnují domy místních částí Nové Křečany, Panský a Valdek. |       |       |       |       |       |       |       |       |       |       |      |      |      |      |

## Znak a vlajka
Znak obce byl vytvořen začátkem 21. století. Výběr z přibližně 15 návrhů byl na samotných občanech. Největší počet hlasujících byli žáci mateřské a základní školy Starých Křečan. V dolní části štítu se nachází zlatá slánka, protože Starými a Novými Křečany vedla v raném středověku tzv. solná stezka. V horní části štítu jsou umístěny dvě růže, které znázorňují úrodnou půdu Starých Křečan.

## Doprava
Vesnicí vede železniční trať Rumburk – Panský – Mikulášovice, na které se nachází zastávka Staré Křečany.

## Pamětihodnosti
- Kostel svatého Jana Nepomuckého[8]
- Ohradní zeď s kaplemi Křížové cesty
- Fara čp. 32
- Socha svatého Jana Nepomuckého
- Socha svatého Antonína
- Usedlosti čp. 16 a 311
- Hospoda čp. 15

## Místní části
- Staré Křečany
- Nové Křečany
- Brtníky
- Panský
- Kopec
- Valdek